# 富蘭克林 (堪薩斯州道格拉斯縣)
富蘭克林（英語：Franklin）是位於美國堪薩斯州道格拉斯縣的一個鬼鎮。

## 歷史
富蘭克林的郵政局於1855年設立，直到1867年結束營運。